# Musculus splenius

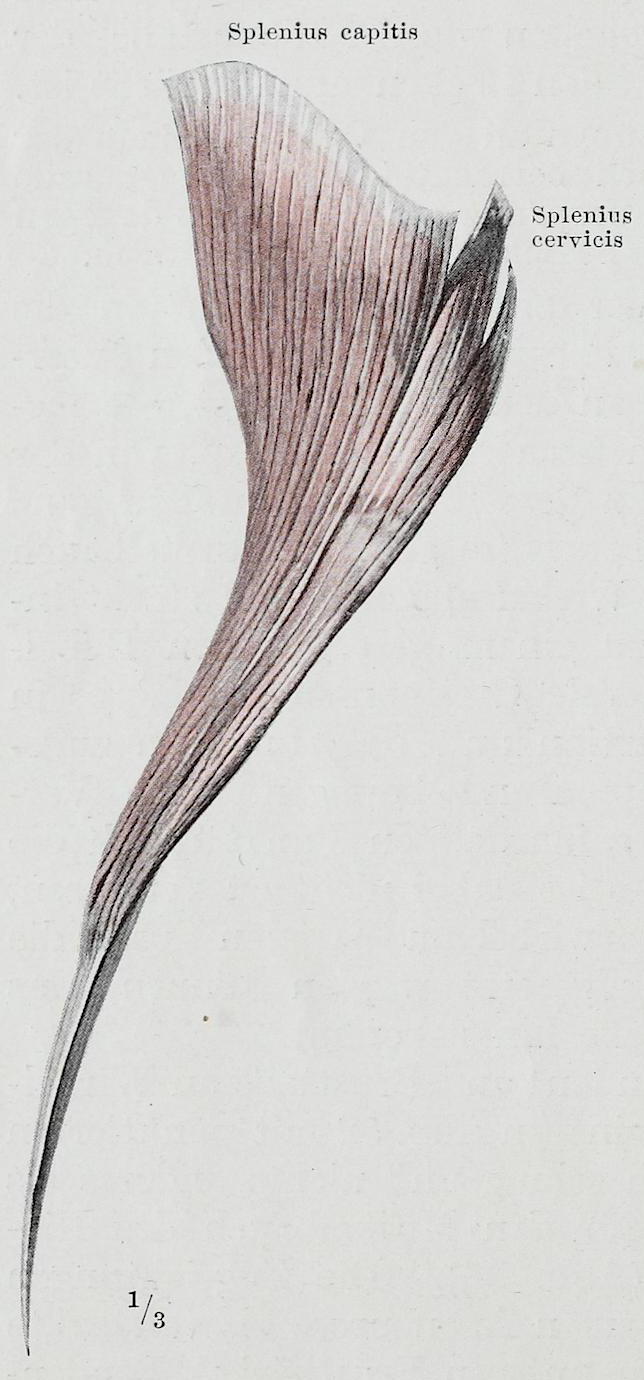
Musculus splenius.

Der Musculus splenius (lat. für „Riemenmuskel“) ist ein Skelettmuskel, der zur oberflächlichen Muskulatur des Nackens gehört. Er zählt zum sogenannten spinotransversalen System (Systema spinotransversale) und wird größtenteils vom Musculus sternocleidomastoideus bedeckt. Er wird in zwei Muskelpartien unterteilt: Musculus splenius capitis (Riemenmuskel des Kopfes) und Musculus splenius cervicis (Riemenmuskel des Halses, fehlt bei Raubtieren). Der Musculus splenius capitis ist besonders bei männlichen Individuen kräftig entwickelt. Er bildet die Grundlage des sogenannten „Hengstnackens“ bzw. „Stiernackens“.
Die Muskelfasern entspringen mit Sehnen am Nackenband und an den Dornfortsätzen des 6. Brustwirbels bis 4. Halswirbels und setzen an den Querfortsätzen weiter kopfwärts gelegener Wirbel an. Die Endportion des Musculus splenius capitis endet am Hinterhauptbein (Squama occipitalis).

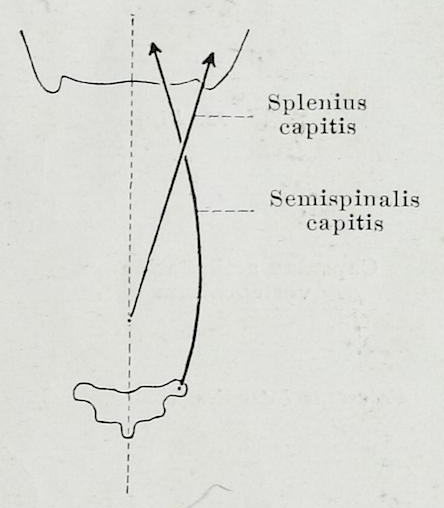
Verlauf des M. splenius und des M. semispinalis (schematische Abbildung).

Der Muskel umgurtet den Musculus semispinalis.
Bei beidseitiger Kontraktion streckt der Muskel den Hals und hebt den Kopf. Bei einseitiger Kontraktion neigt und dreht er den Kopf zur entsprechenden Seite.